# 和平之屋
和平之屋（英語：Pax Lodge）是位於英國倫敦的世界女童軍總會世界中心。該中心於1990年成立，但是它並不是英國境內第一個女童軍世界中心。和平之屋是繼承自以奧莉芙·貝登堡為名的「奧莉芙之屋」（Olave House，1959年－1988年），再之前則是「我們的方舟」（Our Ark，1939年－1959年）。和平之屋坐落於歷史悠久的漢普斯特，並且是奧莉芙中心的一部份。奧莉芙中心擁有了和平之屋和世界女童軍總會世界總部。就如同其他的中心一樣，它提供了童軍和女童軍一個有家的歸屬感，並且也是教育課程、國際活動和其他活動的舉辦地點。其他的世界中心包含了我們的雪麗、我們的卡巴尼亞和桑岡世界中心。